# حاتم رشيد (شخصية خيالية)
حاتم رشيد هي شخصية خيالية، أحد عناصر رواية عمارة يعقوبيان، والتي تم تمثيل الشخصية من قبل خالد الصاوي في الفيلم عام 2006.
لم يتم تمثيل شخصية حاتم رشيد في عمارة يعقوبيان (فيلم) عام 2007 وذلك بسبب طبيعة الشخصية المثيرة للجدل.
تعتبر الشخصية من أكثر الشخصيات التي تسببت بضجة إعلامية حين صدور الرواية، ويذكر أن خالد الصاوي قبل بتأدية الدور بعدما رفضه 5 من الممثلين الكبار.